# Youssouf Falikou Fofana
Pour les articles homonymes, voir Fofana et Youssouf Fofana.
Youssouf Falikou Fofana (né le 26 juillet 1966 à Abidjan) est un footballeur international ivoirien qui évoluait au poste d'ailier gauche.

## Biographie
Considéré comme l'un des meilleurs joueurs ivoiriens de tous les temps[non neutre][source secondaire souhaitée], il a joué à Monaco, Bordeaux et Cannes. Gaucher, ailier de débordement et dribbleur, il a pour principales qualités sa vitesse balle au pied et sa spontanéité[source secondaire nécessaire].
Surnommé Le diamant noir[source secondaire souhaitée], il fut l'artisan de la première qualification de l'AS Monaco en 8e de finale de la Coupe d'Europe des clubs champions, lors de la saison 1988/1989, notamment en inscrivant trois des six buts de son équipe lors du match retour contre le FC Bruges après la défaite à l'aller 0-1. Son équipe remporte le championnat en 1988 et la coupe en 1991, et parvint jusqu'à la finale de la Coupe des Coupes en 1992, finale perdue face au Werder Brême.
En décembre 1986 il participe au grand Jubilé Saar Boubacar à Dakar.
Fofana est directeur sportif de l'ASEC Mimosas à Abidjan depuis 2001 où il tente de poursuivre l'action engagée depuis de nombreuses années par Jean-Marc Guillou.

## Palmarès

### En club
- Champion de France en 1988 avec l'AS Monaco
- Vainqueur de la Coupe de France en 1991 avec l'AS Monaco
- Finaliste de la Coupe d'Europe des Vainqueurs de Coupe en 1992 avec l'AS Monaco
- Vice-champion de France en 1991 et en 1992 avec l'AS Monaco
- Finaliste de la Coupe de France en 1989 avec l'AS Monaco

### EnÉquipe de Côte d'Ivoire
- 33 sélections et 12 buts entre 1983 et 1992
- Vainqueur de la Coupe d'Afrique des Nations en 1992
- Participation à la Coupe d'Afrique des Nations en 1984 (Premier Tour), en 1986 (3e), en 1988 (Premier Tour), en 1990 (Premier Tour) et en 1992 (Vainqueur)

### Distinctions individuelles
- 2e du Ballon d'or africain en 1987
- 3e du Ballon d'or africain en 1988